# Corris

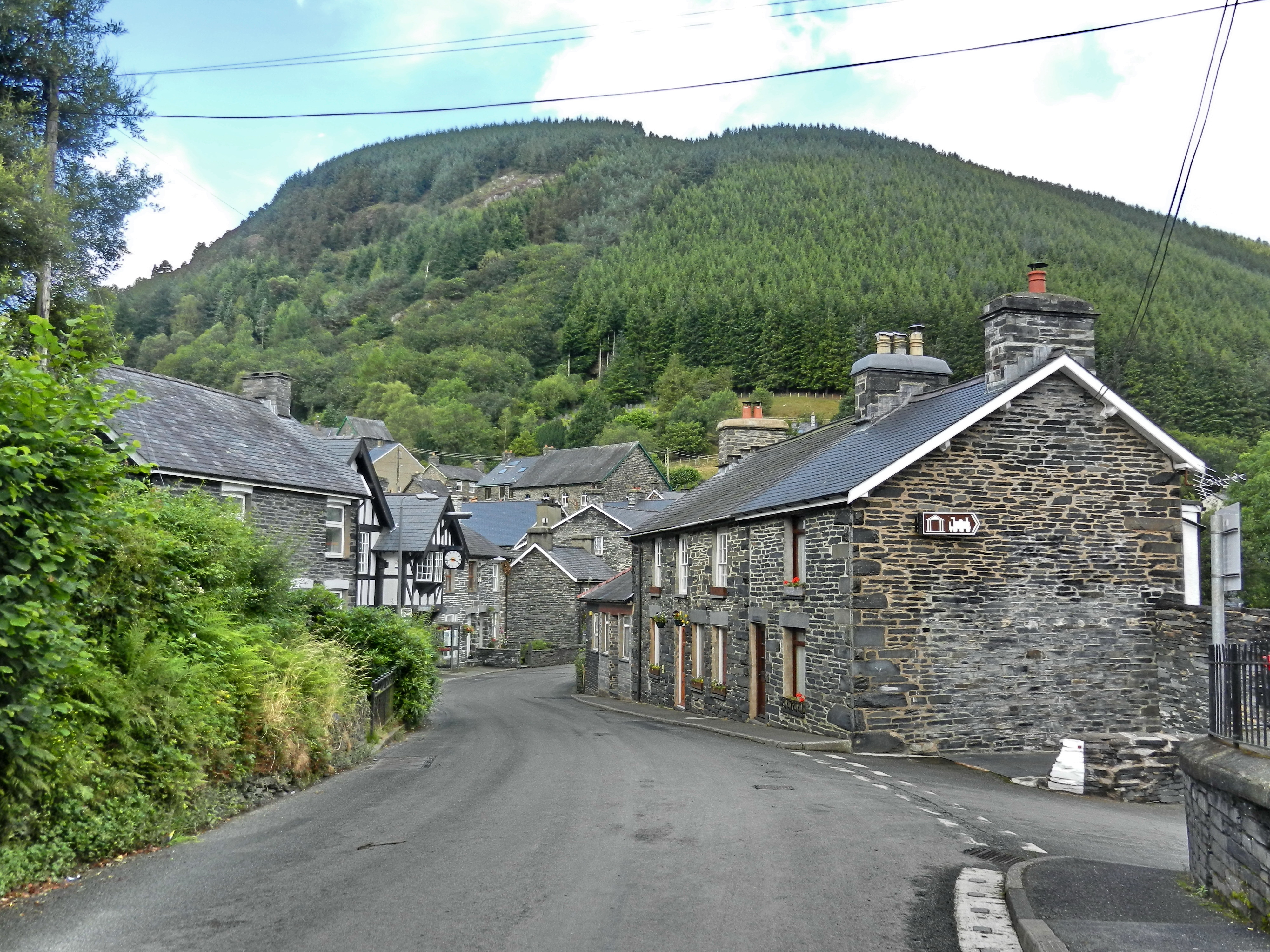
Corris

Corris ist ein Dorf in Gwynedd, Wales. Es liegt am Rand des Snowdonia National Parks.
Bei der Volkszählung von 2022 wurden 600 Einwohner gezählt. Am Ort führt die A487 vorbei. Der Ort wurde durch die Corris Railway erschlossen, heute eine Museumsbahnlinie.